# (400041) 2006 QW186
(400041) 2006 QW186 es un asteroide perteneciente al cinturón de asteroides, descubierto el 18 de agosto de 2006 por el equipo del Spacewatch desde el Observatorio Nacional de Kitt Peak, Arizona, Estados Unidos.

## Designación y nombre
Designado provisionalmente como 2006 QW186.

## Características orbitales
2006 QW186 está situado a una distancia media del Sol de 2,594 ua, pudiendo alejarse hasta 2,759 ua y acercarse hasta 2,429 ua. Su excentricidad es 0,063 y la inclinación orbital 1,757 grados. Emplea 1526,61 días en completar una órbita alrededor del Sol.

## Características físicas
La magnitud absoluta de 2006 QW186 es 17,4.